# Jan Romeo Pawłowski
Jan Romeo Pawłowski (Biskupiec, 23 novembre 1960) è un arcivescovo cattolico polacco, dal 1º dicembre 2022 nunzio apostolico in Grecia.

## Biografia
Jan Romeo Pawłowski è nato a Biskupiec il 23 novembre 1960, primo dei quattro figli di Stanisław e Magdaleny.

### Formazione e ministero sacerdotale
Dopo aver frequentato la scuola primaria e secondaria a Toruń, nel 1979 è entrato nel seminario maggiore primaziale di Gniezno. Ha conseguito la laurea in teologia presso l'allora Pontificia facoltà di teologia a Poznań.
Il 1º giugno 1985 è stato ordinato presbitero per l'arcidiocesi di Gniezno nella cattedrale arcidiocesana dal cardinale Józef Glemp. Dal 1985 al 1987 è stato vicario parrocchiale della parrocchia dei Santi Martino e Nicola a Bydgoszcz e segretario del vescovo ausiliare Jan Wiktor Nowak. Dal 1987 al 1991 ha studiato presso la Pontificia accademia ecclesiastica a Roma, l'istituto che forma i diplomatici della Santa Sede, e presso la Pontificia Università Gregoriana, dove ha conseguito il dottorato in diritto canonico.
Il 1º luglio 1991 è entrato nel servizio diplomatico della Santa Sede e ha prestato opera come segretario della nunziatura apostolica nella Repubblica del Congo, Repubblica Centrafricana e Ciad dal 1991 al 1994, segretario della nunziatura apostolica in Thailandia dal 1994 al 1997, consigliere della nunziatura apostolica in Brasile dal 1997 al 1999 e assessore presso la nunziatura apostolica in Francia dal 1999 al 2002. Dalla fine del 2002, ha lavorato nella Sezione per i Rapporti con gli Stati della Segreteria di Stato della Santa Sede. Nel 1993 è stato nominato cappellano di Sua Santità e nel 2005 prelato d'onore di Sua Santità. Il 24 febbraio 2004 si è incardinato nella nuova diocesi di Bydgoszcz.

### Ministero episcopale
Il 18 marzo 2009 papa Benedetto XVI lo ha nominato arcivescovo titolare di Sejny e nunzio apostolico nella Repubblica del Congo e in Gabon. Ha ricevuto l'ordinazione episcopale il 30 aprile successivo nella chiesa della Madonna Regina dei Martiri a Bydgoszcz dal cardinale Tarcisio Bertone, segretario di Stato di Sua Santità, coconsacranti il vescovo di Bydgoszcz Jan Tyrawa e l'arcivescovo Alfio Rapisarda, già nunzio apostolico.
Il 7 dicembre 2015 papa Francesco lo ha nominato delegato per le rappresentanze pontificie; il 17 dicembre 2020 lo stesso papa lo ha confermato nell'incarico, con il titolo di segretario per le rappresentanze pontificie. Ha ricoperto tale incarico fino al 2022.
Il 1º dicembre 2022 papa Francesco lo ha nominato nunzio apostolico in Grecia.
Oltre al polacco, conosce l'italiano, il francese, il russo, l'inglese, il tedesco e il portoghese.

## Genealogia episcopale e successione apostolica
La genealogia episcopale è:
- Cardinale Scipione Rebiba
- Cardinale Giulio Antonio Santori
- Cardinale Girolamo Bernerio, O.P.
- Arcivescovo Galeazzo Sanvitale
- Cardinale Ludovico Ludovisi
- Cardinale Luigi Caetani
- Cardinale Ulderico Carpegna
- Cardinale Paluzzo Paluzzi Altieri degli Albertoni
- Papa Benedetto XIII
- Papa Benedetto XIV
- Cardinale Enrico Enriquez
- Arcivescovo Manuel Quintano Bonifaz
- Cardinale Buenaventura Córdoba Espinosa de la Cerda
- Cardinale Giuseppe Maria Doria Pamphilj
- Papa Pio VIII
- Papa Pio IX
- Cardinale Gustav Adolf von Hohenlohe-Schillingsfürst
- Arcivescovo Salvatore Magnasco
- Cardinale Gaetano Alimonda
- Cardinale Agostino Richelmy
- Vescovo Giuseppe Castelli
- Vescovo Gaudenzio Binaschi
- Arcivescovo Albino Mensa
- Cardinale Tarcisio Bertone, S.D.B.
- Arcivescovo Jan Romeo Pawłowski

La successione apostolica è:
- Arcivescovo Henryk Mieczysław Jagodziński (2020)